# إرنست بيلشكي
إرنست بيلشكي (بالألمانية: Ernst Plischke) (و. 1903 – 1992 م) هو مهندس معماري، وأستاذ جامعي، ومخطط حضري من النمسا، ونيوزيلندا، توفي في فيينا، عن عمر يناهز 89 عاماً.

## التعليم
تعلم في أكاديمية الفنون الجميلة في فيينا (1923–1926)
.